# Windham, New Hampshire
Windham är en kommun (town) i Rockingham County i delstaten New Hampshire i USA med 15 817 invånare (2020).